# سميتا
سميتا (بالإنجليزية: Smita)‏ هي ملحنة ومغنية هندية، ولدت في 4 سبتمبر 1980 في فيجاياوادا في الهند.

## وصلات خارجية
- الموقع الرسمي
- سميتا على موقع IMDb (الإنجليزية)
- سميتا على موقع ميوزك برينز (الإنجليزية)